# Schönegg (Oberösterreich)
Schönegg war eine Gemeinde und ist heute eine Katastralgemeinde von Vorderweißenbach im oberen Mühlviertel (Oberösterreich). Darin befindet sich auch der namensgebende Ort Schönegg.
Auf dem Gebiet der Katastralgemeinde bestand bis zum 31. Dezember 2017 die Gemeinde Schönegg, mit der Eingemeindung nach Vorderweißenbach fiel das Gebiet vom Bezirk Rohrbach zum Bezirk Urfahr-Umgebung, wodurch sich die Bezirksgrenzen verschoben.

## Geographie
Schönegg liegt auf einer Höhe von 852 m ü. A. im Nordosten des Bezirks Rohrbach im oberen Mühlviertel. Die Gemeinde liegt an der Steinernen Mühl am Südrand des Böhmerwaldes. Bezogen auf die naturschutzfachliche Raumgliederung gehört erstreckt sich die Raumeinheit Südliche Böhmerwaldausläufer nahezu über das gesamte Gemeindegebiet. Im Nordosten sowie mit kleinen Anteilen im Nordwesten hat das Gebiet auch Anteil an der Raumeinheit Böhmerwald. Im äußersten Süden tangiert das Gebiet die Raumeinheit Zentralmühlviertler Hochland. Die Ausdehnung beträgt von Nord nach Süd 4,8 km, von West nach Ost 5,6 km, die Gesamtfläche umfasst 10,21 km².
2001 waren 33,1 % der Fläche bewaldet, 63,1 % wurden landwirtschaftlich genutzt. Im Vergleich mit dem Bundesland Oberösterreich ist Schönegg damit etwas weniger bewaldet als der Landesschnitt (Oberösterreich: 36,9 %) bzw. besteht deutlich mehr landwirtschaftliche Nutzfläche (Oberösterreich: 49,3 %). Der Anteil sonstiger Nutzungen (Bauflächen, Gärten, Gewässer und anderes) liegt mit 5,8 % hinter dem Oberösterreichischen Durchschnitt von 13,8 %.

### Geologie und Böden
Die Landschaft des Gemeindegebietes ist ein Teil der Böhmischen Masse die auf ein sehr altes Gebirge zurückgeht, das durch die Variszische Gebirgsbildung im Paläozoikum (Karbon) entstand.
Nach der starken Erodierung des ehemaligen Hochgebirges kam es während der alpidischen Gebirgsbildung im Tertiär zur Aufhebung des kristallinen Grundgebirges um mehrere 100 Meter, wodurch Brüchen und Störungen entstanden. In weiterer Folge kam es im Tertiär und Quartär zur Ablagerung von Sedimenten. Im engeren Sinn ist das Gebiet Teil des Granit- und Gneishochlandes, das am aufgewölbten Südrand des Böhmischen Felsmassives liegt.
Als Bodentypen kommen im Gebiet insbesondere Silkiatbraunerden (saure Braun- und Bleicherdeböden) über mächtigen bis weniger mächtigen Lehmdecken vor. Diese weisen mit zunehmender Höhe eine zunehmende Podsolierung auf und werden bei Staunässe zu Gley-, Anmoor- und Moorböden umgewandelt. Im Falle stärkerer Bodenabtragung kommt anstehender Fels oder der typische grusige Zersatz, welcher im Volksmund als „Flinz“ bekannt ist, zum Vorschein. Dabei handelt es sich um eine Verwitterungsschicht von lehmig-grusiger Konsistenz.

### Landschaft und Vegetation
Das Gebiet der Katastralgemeinde Schönegg ist eine sanft kuppierte Hügellandschaft mit verschiedenen Hangneigungen und Expositionen, wobei die Steinerne Mühl einen markanten Taleinschnitt darstellt. Der tiefste Punkt der Katastralgemeinde mit rund 650 Metern befindet sich am Talboden der Steinernen Mühl nahe der Ortschaft Mühlholz, der höchste mit 975 Metern am Waldhang nahe Schönegg, wobei die Hänge dazwischen terrassenähnlich bewirtschaften werden. Die Waldgebiete in der Katastralgemeinde sind diffus über das Gebiet verteilt, wobei es sich überwiegend um Nadelwälder und -forste mit dominanter Fichte und säureliebendem Unterwuchs (Drahtschmiele, Heidelbeere) handelt. Reine Laubwälder bestehen kaum, wobei Laubhölzer vor allem an den Waldrändern (Buchen, vereinzelt Stieleichen und an feuchten Standorten Eschen, Schwarzerlen und Bergahorn) vorkommen.
Die Landwirtschaft ist auf Grünlandwirtschaft konzentriert, Ackerbau wird nur noch vereinzelt betrieben. Extensives Magergrünland besteht hingegen kaum noch, wobei es sich überwiegend um Feuchtwiesen sowie vereinzelte Streuobstwiesen handelt. Dafür weist das Gebiet einen hohen Anteil an Strukturelementen wie Steinmauern und Hecken auf, während die Fließgewässer teils durchgehend und beidufrige Ufergehölze aufweisen.

### Gewässer
Das Hauptgewässer im Gebiet der Katastralgemeinde ist die Steinerne Mühl, deren Einzugsgebiet den Großteil der Fließgewässer von Schönegg miteinschließt. Die Steinerne Mühl fließt von Nordwesten nach Südosten und verlässt die Gemeinde in westlicher Richtung. Bei den anderen Gewässern handelt es sich überwiegend um kleinere Wald- bzw. Wiesenbäche, welche abgesehen von einigen lokalen Verrohrungen bzw. Verbauungen Großteil naturnah verlaufen. Hinzu kommen zahlreiche Teiche unterschiedlicher Größe und Ausbildung die eine naturnahe bis naturferne Ausgestaltung ausweisen.

### Ortschaften in der Katastralgemeinde
| Einwohnerzahlen der Ortschaften | Einwohnerzahlen der Ortschaften | Einwohnerzahlen der Ortschaften | Einwohnerzahlen der Ortschaften |
| Ort                             | 2001                            | 2011                            | 2017                            |
| ------------------------------- | ------------------------------- | ------------------------------- | ------------------------------- |
| Guglwald                        | 091                             | 083                             | 092                             |
| Köckendorf                      | 048                             | 055                             | 051                             |
| Mühlholz                        | 044                             | 040                             | 039                             |
| Piberschlag                     | 318                             | 289                             | 337                             |
| Schönegg                        | 053                             | 051                             | 050                             |

In der Katastralgemeinde Schönegg werden fünf Ortsteile unterschieden. Hauptort der ehemaligen Gemeinde ist die Rotte Schönegg (852 m ü. A.), die sich im Nordosten des Gebietes entlang einer Straße erstreckt. Schönegg umfasste 2001 jedoch nur 24 Gebäude mit einer Arbeitsstätte und 12 land- und forstwirtschaftlichen Betriebsstätten, wobei gerade einmal rund zehn Prozent der Bevölkerung hier lebten. Zum Ort Schönegg werden dabei auch die Weiler Grubhäusl und Sternhäusl an der tschechischen Grenze sowie die Einöde Gugler westlich von Schönegg gezählt.
Größte Siedlung der Katastralgemeinde ist die Rotte Piberschlag (700 m ü. A.). Die Rotte liegt im Südosten des Gebiets, wobei sich die Rotte entlang der Rohrbacher Straße B 38 sowie nördlich davon erstreckt. Zu Piberschlag gehört auch der Weiler Plankenmauer im äußersten Südosten der Gemeinde, der Weiler Hintermühl nördlich von Piberschlag und die Reifmühle östlich von Piberschlag. Piberschlag wies 2001 115 Gebäude, sieben Arbeitsstätten und 41 land- und forstwirtschaftliche Betriebsstätten auf. Zudem lebte mehr als die Hälfte der Gemeindebewohner hier.
Im Südosten der Katastralgemeinde liegt die Rotte Mühlholz (720 m ü. A.), die 2001 aus 16 Gebäuden mit 11 land- und forstwirtschaftlichen Betriebsstätten bestand.
An der westlichen Grenze liegt die Rotte Köckendorf, die teilweise zur Gemeinde Afiesl gehört und auch die Rotte Kollerhäuser umfasst. Köckendorf beherbergte in der Katastralgemeinde 2001 23 Gebäude mit je drei Arbeitsstätten und land- und forstwirtschaftliche Betriebsstätten.
Im Nordwesten liegt mit der Streusiedlung Guglwald (750 m ü. A.) der fünfte Ortsteil. Die Ortschaft an der tschechischen Grenze beherbergte 2001 34 Gebäude mit drei Arbeitsstätten und 16 land- und forstwirtschaftlichen Betriebsstätten.

## Geschichte
Der Ort wurde während der Napoleonischen Kriege mehrfach u. a. von Bayern besetzt. Seit 1814 gehört der Ort endgültig zu Oberösterreich.
Nach dem Anschluss Österreichs an das Deutsche Reich am 13. März 1938 gehörte der Ort zum Gau Oberdonau. 1938 kam es zu Grenzgefechten in Guglwald zwischen Freikorps und dem tschechischen Militär. Nach dem Münchner Abkommen wurde die Grenze zur CSR aufgehoben, ein Jahr später die Gemeinde Schönegg mit den Gemeinden Helfenberg, Afiesl und Ahorn zusammengelegt.
1945 kam es zur erneuten Grenzziehung zur CSR und Wiedererrichtung des Zollamtes in Guglwald, 1949 zur Wiedererrichtung der Gemeinde Schönegg und Bildung einer Verwaltungsgemeinschaft mit Afiesl.
1950 begann die Errichtung des Eisernen Vorhangs durch die Tschechen, erst 1989 wurde der Stacheldrahtzaun in Guglwald abgebaut. 1992 wurde dann der Grenzübergang Guglwald – Přední Výtoň (Vorder Heuraffl) für Fußgänger und Radfahrer geöffnet, 1994 auch für den PKW-Verkehr. Seit 2004 sind die Gebiete diesseits und jenseits der Grenze Partner in der EU.
2017 beschloss der Gemeinderat nach Sondierungen und einer Abstimmung in der Bevölkerung die Fusion mit der Gemeinde Vorderweißenbach und verließ damit den Bezirk Rohrbach und wechselte zum Bezirk Urfahr-Umgebung. Der Gemeinderat löste sich in beiden Gemeinden auf, und die Geschäfte wurden bis zur Neuwahl von einem von der Landesregierung bestellten Kommissär geführt.

### Bevölkerung

#### Bevölkerungsstruktur
2013 lebten in der Gemeinde Schönegg 528 Menschen, womit die Gemeinde die siebentkleinste der 42 Gemeinden des Bezirks war. Mit 52 Einwohnern pro km² lag Schönegg bezüglich der Besiedelungsdichte im unteren Mittelfeld der Gemeinden im Bezirk. Ende 2001 waren 94,8 % der Bevölkerung österreichische Staatsbürger (Oberösterreich 92,8 %, Bezirk Rohrbach 96,9 %), bis zum Jahresbeginn 2013 stieg der Wert auf 98,1 % (Oberösterreich 91,1 %, Bezirk Rohrbach 96,9 %) an. Insgesamt wurden 2013 in der Gemeinde nur zehn Ausländer gezählt, die zu 90 Prozent aus Europa stammten. Insgesamt 18 Gemeindebewohner waren im Ausland geboren worden. Zur römisch-katholischen Kirche bekannten sich 2001 94,2 % der Einwohner (Oberösterreich: 79,4 %), 2,0 % waren ohne Bekenntnis und 1,5 % evangelisch.
Der Altersdurchschnitt der Gemeindebevölkerung lag 2001 etwa im Landesdurchschnitt. 18,8 % der Einwohner von Schönegg waren jünger als 15 Jahre (Oberösterreich: 18,8 %), 62,8 % zwischen 15 und 59 Jahre alt (Oberösterreich: 61,6 Prozent). Der Anteil der Einwohner über 59 Jahre lag mit 18,4 Prozent unter dem Landesdurchschnitt von 20,2 %. Der Altersdurchschnitt der Bevölkerung von Schönegg veränderte sich in der Folge in allen Segmenten. Der Anteil der unter 15-jährigen sank per 1. Jänner 2013 auf 13,8 %, während sich der Anteil der Menschen zwischen 15 und 59 Jahren auf 70,6 % deutlich erhöhte. Der Anteil der über 59-jährigen sank hingegen auf 15,5 %. Nach dem Familienstand waren 2001 46,6 % der Einwohner von Schönegg ledig, 46,4 % verheiratet, 6,1 % verwitwet und 0,9 % geschieden.

### Bevölkerungsentwicklung
Das Gebiet der Katastralgemeinde Schönegg erlebte seit dem späten 19. Jahrhundert verglichen mit dem Bundesland Oberösterreich und dem Bezirk Rohrbach eine stark unterdurchschnittliches Bevölkerungswachstum. Verdoppelte sich die Einwohnerzahl von 1869 bis 2013 in Oberösterreich nahezu bzw. blieb im Bezirk Rohrbach praktisch gleich, so schrumpfte die Einwohnerzahl von Schönegg in diesem Zeitraum fast um die Hälfte. Bereits zwischen 1869 und 1900 war die Bevölkerungszahl der Gemeinde um ein Viertel von rund 950 auf 700 Einwohner zurückgegangen. Danach stagnierte die Einwohnerzahl bis 1939 und ging danach bis 1971 erneut um 30 Prozent zurück. 1971 wurde mit 496 Einwohnern die bisher geringste Einwohnerzahl gemessen. Danach ging die Einwohnerzahl leicht nach oben bzw. stagnierte.
In den 1970er und 1980er Jahren wies die Gemeinde noch einen Geburtenüberschuss auf, der jedoch in den 1990er Jahren auf null sank. Die Wanderungsbilanz war in den 1970er Jahren leicht negativ und war danach wieder ausgeglichen. Seit der Jahrtausendwende weist die Gemeinde wieder einen Geburtenüberschuss auf, der jedoch die stärkere, negative Wanderungsbilanz nicht ausgleichen kann.

## Wirtschaft und Infrastruktur

### Arbeitsstätten und Beschäftigte
Schönegg beherbergte 2001 einen Betriebe mit 20 oder mehr Beschäftigten. Insgesamt ergab die im Rahmen der Volkszählung durchgeführte Arbeitsstättenzählung nur 14 Arbeitsstätten mit lediglich 71 Beschäftigten (ohne Landwirtschaft), wobei 83 % unselbständig Beschäftigte waren. Die Anzahl der Arbeitsstätten war dabei gegenüber dem Jahr 1991 um gleich geblieben, die Anzahl der Beschäftigten war um 30 Personen (plus 73 %) gestiegen. Wichtigster Wirtschaftszweig war 2001 der Bereich des Beherbergungs- und Gaststättenwesen mit drei Betrieben und 25 Beschäftigten (35 % aller Beschäftigten) vor der Sachgütererzeugung mit drei Arbeitsstätten und 15 Beschäftigten (21 %) und dem Bauwesen mit zwei Arbeitsstätten und 14 Beschäftigten (20 %). Dahinter folgten das Unterrichtswesen und das Verkehrswesen. 23 % der in Schönegg Beschäftigten waren Angestellte oder Beamte, 41 % Arbeiter, 20 % Lehrlinge und 15 % Betriebsinhaber.
Von den in Schönegg 2010 lebenden 302 Erwerbspersonen waren nur 2,3 % arbeitslos. Von den 295 Erwerbstätigen waren 68 in der Sachgütererzeugung (23 %), 42 in der Land- und Forstwirtschaft (14 %), 28 im Bauwesen (10 %) und 27 im Gesundheits- und Sozialwesen (9 %) beschäftigt. Weitere wichtige Branchen waren der Handel und der Bereich Beherbergung und Gastronomie. Von den 289 Erwerbstätigen aus Schönegg (ohne temporär von der Arbeit abwesende Personen erwerbstätigen Einwohnern) gingen 2010 nur 73 Personen in Schönegg ihrer Beschäftigung nach. 216 bzw. 75 % mussten zur Arbeit auspendeln. Von den Auspendlern hatten 46 % ihre Arbeitsstätte in der Landeshauptstadt Linz, 21 % im Bezirk Rohrbach und 18 % im Bezirk Urfahr-Umgebung. Im Gegenzug pendelten 84 Menschen nach Schönegg ein.

### Land- und Forstwirtschaft
Die Statistik wies für die Gemeinde Schönegg 2010 46 land- und forstwirtschaftliche Betriebe aus. Darunter befanden sich 17 Haupterwerbsbetriebe, 25 Nebenerwerbsbetriebe und vier Personengemeinschaften. Die Gesamtbetriebszahl war gegenüber 1999 um 24 Betriebe bzw. 34 % stark gesunken, wobei insbesondere die Anzahl der Nebenerwerbsbetriebe stark rückläufig war. Gemeinsam bewirtschafteten die Betriebe 2010 insgesamt 797 Hektar Fläche, wobei 63 % der Fläche von Vollerwerbsbauern und 21 % von Nebenerwerbslandwirten bewirtschaftet wurden. Die Durchschnittsfläche der Vollerwerbsbauern lag dabei mit 279,4 Hektar niedriger als der oberösterreichische Durchschnitt (33,8 Hektar) bzw. der Bezirksschnitt (34,7 Hektar).

### Verkehr und Infrastruktur
Schönegg wird durch die Böhmerwald Straße B 38 erschlossen, die das Gebiet im Süden von Osten nach Westen quert. Die Böhmerwald Straße bindet dabei Schönegg an Vorderweißenbach im Osten und Helfenberg im Westen an. Die ehemals gemeindeeigene Wasserversorgung versorgt die Ortschaften Piberschlag, Guglwald und Köckendorf mit Wasser, während in den Ortschaften Schönegg und Mühlholz Einzelwasserversorgungen bzw. von der Gemeinde unabhängige Wassergenossenschaften bestehen. Von den Einwohnern sind rund 87 % an die öffentliche Wasserversorgung angeschlossen. Die Entsorgung des Abwassers erfolgt überwiegend über den Reinhalteverband Mühltal. Der Reinhalteverband Mühltal betreibt mit der Kläranlage in Iglbach die größte Abwasserbeseitigungsanlage im Bezirk Rohrbach, wobei 2011 in Schönegg ein Anschlussgrad von rund 80 % an die Kläranlage erreicht wurde. Zu diesem Zeitpunkt war das Kanalbauprogramm der Gemeinde abgeschlossen. Die Restmüllabfuhr und die Bio-Abfuhr wurden mit Beginn des Jahres 2004 an den Bezirksabfallverband Rohrbach übertragen, der seitdem die Abfallabfuhr organisiert und durchführt. Weiters besteht in der Helfenberg ein Altstoffsammelzentrum.

### Sicherheit und Gesundheitswesen
Die Freiwillige Feuerwehr Schönegg wurde am 7. Februar 1929 gegründet, wobei noch im selben Jahr der Ankauf einer Motorspritze erfolgte. 1930 kam es bei einem Gründungsfest zur Spritzen- und Depotweihe. Auf dem Gemeindegebiet von Schönegg wurde am 1. Oktober 1951 zudem der Löschzug Piberschlag gegründet, der bereits am 1. Juni 1952 in eine selbstständige Feuerwehr umgewandelt wurde. Die FF Piberschlag erhielt noch 1951 eine Tragkraftspritze und konnte 1958 ihr Zeughaus und eine neue Motorspritze in Betrieb nehmen. Die FF Schönegg errichtete 1977 ein neues Feuerwehrhaus, das 1998 umgebaut bzw. neugebaut wurde. Auch die FF Piberschlag ließ zwischen 1993 und 1995 ein neues Feuerwehrhaus errichten.
Nächstgelegene Polizeidienststelle ist die Polizeiinspektion in Helfenberg, nächstgelegenes Krankenhaus das Landeskrankenhaus Rohrbach. Auch für einen Arztbesuch muss in die Nachbargemeinde Helfenberg ausgewichen werden.

### Bildung
In Schönegg gab es bis Ende des Schuljahres 2011/12 eine einklassige Volksschule, die jedoch im Herbst 2012 nach einem Auftrag des Landes Oberösterreich vorläufig stillgelegt wurde. Die Gemeinden Afiesl und Schönegg betrieben gemeinsam einen Kindergarten in der Gemeinde Afiesl.

## Kultur und Sehenswürdigkeiten
Unter Denkmalschutz steht die um 1700 errichtete und 1836 erneuerte Waldkapelle Maria Rast (Listeneintrag).

### Denkmal
Vom oberösterreichischen MKV und ÖCV wurde nahe dem Grenzübergang Guglwald am 1. Juli 1999 ein gemeinsam errichtetes Mahnmal zur Erinnerung an den vor zehn Jahren gefallenen Eisernen Vorhang eingeweiht .

## Politik der historischen Gemeinde

### Gemeinderat
Der Gemeinderat als oberstes Gremium der Gemeinde umfasste 13 Sitze und wurde alle sechs Jahre im Zuge oberösterreichweiter Gemeinderatswahlen gewählt. Der Gemeindevorstand setzte sich aus drei Mitgliedern zusammen.
Stärkste Fraktion im Gemeinderat von Schönegg war seit jeher die ÖVP, die in der Zeit seit 1945 immer die absolute Stimmen- und Mandatsmehrheit erzielte bzw. mit einer Ausnahme auch immer über eine Zweidrittelmehrheit verfügte. 1949 kam die ÖVP mit 83,0 % auf ihr bisher bestes Ergebnis, 2003 verzeichnete sie mit 61,9 % ihr schlechtestes Ergebnis. Zweitstärkste Partei im Gemeinderat von Schönegg war immer die SPÖ, die seit 1945 auf Ergebnisse zwischen 17,0 und 38,1 % kam. Ihr bestes Ergebnis hatte die SPÖ dabei 2003, ihr schlechtestes 1949. Abgesehen von ÖVP und SPÖ kandidierte bei Gemeinderatswahlen ab 1945 keine weitere Partei.

### Bürgermeister
Der Bürgermeister wurde seit 1997 in einer Direktwahl bestimmt, wobei eine Stichwahl bei nicht absoluter Mehrheit vorgesehen war. Die erste Direktwahl konnte der seit 1991 amtierende Bürgermeister Johann Grünzweil (ÖVP) mit 77,3 % im ersten Wahlgang gegen den Kandidaten der SPÖ für sich entscheiden.
| Bürgermeister seit 1850 | Bürgermeister seit 1850 | Bürgermeister seit 1850 | Bürgermeister seit 1850 | Bürgermeister seit 1850 |
| Amtszeit                | Name                    |                         | Amtszeit                | Name                    |
| ----------------------- | ----------------------- | ----------------------- | ----------------------- | ----------------------- |
| 1850–1855               | Johann Steinecker       | 1906–1909               | Georg Preining          |                         |
| 1855–1867               | Johann Wimmer           | 1909–1919               | Franz Leitgöb           |                         |
| 1867–1870               | Franz Leitgeb           | 1919–1929               | Leopold Preining        |                         |
| 1870–1873               | Josef Traxler           | 1929–1942               | Leopold Preining        |                         |
| 1873–1879               | Josef Mittermüller      | 1942–1949               | Franz Oberhamberger     |                         |
| 1879–1885               | Johann Igelsböck        | 1949–1957               | Leopold Preining        |                         |
| 1885–1894               | Georg Preining          | 1957–1973               | Andreas Kitzmüller      |                         |
| 1894–1897               | Anton Pils              | 1973–1991               | Friedrich Winkler       |                         |
| 1897–1900               | Franz Hauzeneder        | 1991–2009               | Johann Grünzweil        |                         |
| 1900–1903               | Anton Keplinger         | 2009–2017               | Peter Pagitsch          |                         |
| 1903–1906               | Franz Leitgöb           | ab 2018                 | → Vorderweißenbach      |                         |

### Sonstige Wahlen
Wie bei Gemeinderatswahlen dominiert die ÖVP auch bei Landtagswahlen in der ehemaligen Gemeinde, wobei die Dominanz der ÖVP seit 1945 jedoch deutlich zurückging. Dennoch konnte die ÖVP bei jeder Landtagswahl die absolute Stimmenmehrheit in Schönegg erreichen. Zwischen 1945 und 1985 kam die ÖVP auf Ergebnisse zwischen 68,4 und 81,9 %, wobei sie 1961 ihr bestes Ergebnis erzielte. Nachdem sie 1985 noch auf 74,3 % gekommen war, erreichte sie in den 1990er Jahren nur mehr um die 65 % und sank in der Folge 2003 auf 59,6 %. Die SPÖ kam in Schönegg in der Regel auf Ergebnisse um 20 %, wobei sie 1961 mit 17,7 % ihr schlechtestes Ergebnis verbuchte. Ihre besten Wahlergebnisse erreichte die SPÖ 1967 mit 30,9 und 2003 mit 35,0 %. Die FPÖ kam erst 1985 mit 1,2 % auf ein einstelliges Ergebnis, konnte sich jedoch bereits 1991 auf 10,5 % steigern. In der Folge sank ihr Ergebnis bis 2003 aber wieder auf 4,1 % ab.

### Gemeindefinanzen
Die Gemeinde Schönegg war eine sogenannte „Dauerabgangsgemeinde“, d. h., sie konnte ihren Haushalt bereits seit Jahrzehnten aus eigener Kraft nicht ausgleichen. So lag der Haushaltsabgang in den Jahren 2009 und 2010 bei rund 193.000 bzw. 196.000 Euro, 2011 bei rund 92.000 Euro. Der Voranschlag für 2012 wies Abgänge von rund 217.000 Euro auf. Zum Ausgleich ihrer Defizite erhielt Schönegg zwischen 2009 und 2011 Bedarfszuweisungsmittel in Höhe von insgesamt 442.000 Euro. Die Steuerkraft der Gemeinde setzte sich im Finanzjahr 2011 dabei zu 19 % aus den gemeindeeigenen Steuern und zu 81 % aus Ertragsanteilen und Strukturhilfen zusammen. Haupteinnahmequellen der Gemeinde waren bei den gemeindeeigenen Steuern im Jahr 2011 die Kommunalsteuer mit rund 49.000 Euro sowie die Grundsteuer B mit rund 37.000 Euro. Der Gesamtschuldenstand betrug am Ende des Jahres 2011 rund 2,9 Mio. Euro. Damit rangierte Schönegg mit einer Pro-Kopf-Verschuldung von 5.308 Euro auf Basis der Ergebnisse 2011 im Vergleich mit allen 444 oberösterreichischen Gemeinden an 12. Stelle und nahm innerhalb der Gemeinden des Bezirkes Rohrbach den 4. Rang ein. Damit wiesen lediglich elf Gemeinden in Oberösterreich eine höhere Pro-Kopf-Verschuldung als Schönegg auf.

### Wappen
Die Gemeinde Schönegg bestimmte mit Beschluss des Gemeinderats am 31. August 1969 die Gestaltung des Gemeindewappens sowie die Gemeindefarben (Rot-Gelb). Das Wappen wurde in der Folge durch Beschluss der oberösterreichischen Landesregierung vom 19. Jänner 1970 verliehen bzw. die Gemeindefarben genehmigt.
Die Blasonierung des Wappens lautete:

„In Gold ein schwarzer, aufgerichteter, rot bezungter und bewehrter Biber. Das Wappen geht auf das „sprechende“ Wappen der Piber zu Piberstein zurück, die im 13. Jahrhundert als Dienstleute der Herren von Wilhering-Waxenberg das Gebiet rodeten und besiedelten. Das Wappen wurde von Friedrich Winkler aus Schönegg entworfen“